# Friedrich Engesser
Friedrich Engesser (Weinheim, 12 de fevereiro de 1848 — Achern, 29 de agosto de 1931) foi um engenheiro civil alemão.

## Vida
Engesser estudou de 1865 a 1869 na Universidade de Karlsruhe. Depois trabalhou como engenheiro da Schwarzwaldbahn. Em 1885 foi Professor em Karlsruhe. Desenvolveu uma teoria da medição de tensão em solos.
De acordo com Karl-Eugen Kurrer, formou com Heinrich Müller-Breslau e Christian Otto Mohr o "triunvirato da engenharia civil clássica" e "contribuiu como nenhum outro com os fundamentos da construção de estruturas metálicas".
Foi Dr. h.c. da Universidade Técnica de Braunschweig. No campus da Universidade de Karlsruhe uma estrada é denominada em sua homenagem.

## Publicações selecionadas
- Die Berechnung von Rahmenträgern. Ernst und Sohn, Berlin 1913, 2ª Edição 1919.
- Die Zusatzkräfte und Nebenspannungen eiserner Fachwerkbrücken. 2 Volumes, Springer, Berlim, 1892, 1893.
- Theorie und Berechnung von Bogenfachwerkträgern ohne Scheitelgelenk. Springer, Berlim, 1880.